# 南泉乡 (沁县)
南泉乡，是中华人民共和国山西省长治市沁县下辖的一个乡镇级行政单位。2021年4月1日，撤销南泉乡，整建制并入故县镇。

## 行政区划
南泉乡下辖以下地区：
。